# Sara Rowbotham
Pour les articles homonymes, voir Rowbotham.
 (septembre 2018).
Sara Rowbotham est une femme politique et lanceuse d'alerte britannique.

## Biographie

### Carrière
Elle est conseillère syndicale pour North Middleton à Rochdale.
En janvier 2018, elle est nommée chef adjointe du conseil d'arrondissement de Rochdale.
Entre 2004 et 2014, elle a travaillé pour l'équipe d'intervention en cas de crise de Rochdale pour le compte du NHS et a joué un rôle clé en dénonçant le réseau de pédophile de Rochdale et en aidant à traduire les auteurs en justice.
En tant qu'assistante sociale en santé sexuelle, qui a dirigé l'équipe de crise du NHS, elle a effectué 181 rapports détaillant les abus sexuel des jeunes entre 2005 et 2011. En 2012, elle a déclaré à l'enquête de Rochdale que ses chefs avaient ignoré de nombreuses mises en garde selon lesquelles les filles étaient en train d'être exploitées sexuellement.
Lorsqu'elle a été licenciée en 2017, une pétition demandant qu'elle soit officiellement reconnue pour ses services à la communauté de Rochdale. Celle-ci récolte plus de 27 000 signatures.
Elle reçoit une reconnaissance spéciale aux NHS Heroes Awards 2018. Elle est nommée membre honoraire du Conseil de la NSPCC (en) en octobre 2018.

## Dans la culture populaire
Elle a été interprétée dans Three Girls, un drame de la BBC consacré à l'anneau d'abus sexuel d'enfants de Rochdale, par l'actrice Maxine Peake.
Elle apparaît dans un épisode de First Dates (en).